# ويست ليفينغستون (تكساس)
ويست ليفينغستون (بالإنجليزية: West Livingston CDP, Texas)‏ هي منطقة سكنية تقع بولاية تكساس في الولايات المتحدة. تبلغ مساحتها 62.1 كم2، وترتفع عن سطح البحر 43 م، بلغ عدد سكانها 8,071 نسمة في عام 2010 حسب إحصاء مكتب تعداد الولايات المتحدة وتصل الكثافة السكانية فيها 130 نسمة لكل كيلومتر مربع (336.7/ميل2).

## التركيبة السكانية
حدّد مكتب تعداد الولايات المتحدة بيانات التركيبة السكانية لويست ليفينغستون في تعداد الولايات المتحدة. في ما يلي، التركيبة السكانية حسب تعدادي 2000 و2010.

### تعداد عام 2000
بلغ عدد سكان ويست ليفينغستون 6,612 نسمة بحسب تعداد عام 2000، وبلغ عدد الأسر 1,494 أسرة وعدد العائلات 1,088 عائلة مقيمة في المنطقة السكنية. في حين سجلت الكثافة السكانية 106.5 نسمة لكل كيلومتر مربع (275.8/ميل2). وبلغ عدد الوحدات السكنية 2,285 وحدة بمتوسط كثافة قدره 36.8 لكل كيلومتر مربع (95.3/ميل2).
وتوزع التركيب العرقي للمنطقة السكنية بنسبة 66.56% من البيض و29.93% من الأمريكيين الأفارقة و0.27% من الأمريكيين الأصليين و0.36% من الأمريكيين ذوي الأصول الآسيوية و1.92% من الأعراق الأخرى و0.95% من عرقين مختلطين أو أكثر و14.70% من الهسبانيون أو اللاتينيون من أي عرق.
بلغ عدد الأسر 1,494 أسرة كانت نسبة 33.1% منها لديها أطفال تحت سن الثامنة عشر تعيش معهم، وبلغت نسبة الأزواج القاطنين مع بعضهم البعض 59.3% من أصل المجموع الكلي للأسر، ونسبة 10.8% من الأسر كان لديها معيلات من الإناث دون وجود شريك،  بينما كانت نسبة 2.7% من الأسر لديها معيلون من الذكور دون وجود شريكة وكانت نسبة 27.2% من غير العائلات. تألفت نسبة 23.4% من أصل جميع الأسر من عدة أفراد يعيشون في نفس المنزل ونسبة 10.3% كانت تتألف من شخص يعيش بمفرده يبلغ من العمر 65 عاماً أو أكثر. وبلغ متوسط حجم الأسرة المعيشية 2.49، أما متوسط حجم العائلات فبلغ 2.91.
بلغ العمر الوسطي للسكان 34.1 عاماً. وكانت نسبة 13.4% من القاطنين تحت سن الثامنة عشر، وكانت نسبة 3.9% بين الثامنة عشر والرابعة والعشرين عاماً، ونسبة 13.6% كانت واقعةً في الفئة العمرية ما بين الخامسة والعشرين والرابعة والأربعين عاماً، ونسبة 15.1% كانت ما بين الخامسة والأربعين والرابعة والستين، ونسبة 10.3% كانت ضمن فئة الخامسة والستين عاماً فما فوق. يوجد لكل 100 أنثى 94.2 ذكر، ويوجد لكل 100 أنثى في الثامنة عشر من عمرها فما فوق 93.9 ذكر.
بلغ متوسط دخل الأسرة في المنطقة السكنية 26,732 دولارًا، أما متوسط دخل العائلة فبلغ 29,122 دولارًا. وكان متوسط دخل الذكور 28,854 دولارًا مقابل 21,625 دولارًا للإناث. وسجل دخل الفرد الخاص بالمنطقة السكنية 11,160 دولارًا. وكانت نسبة 16.1% من العائلات ونسبة 19.2% من السكان تحت خط الفقر، وكان من هؤلاء نسبة 25.1% تحت سن الثامنة عشر ونسبة 9.6% في الخامسة والستين من العمر وما فوق.

### تعداد عام 2010
بلغ عدد سكان ويست ليفينغستون 8,071 نسمة بحسب تعداد عام 2010، وبلغ عدد الأسر 1,663 أسرة وعدد العائلات 1,173 عائلة مقيمة في المنطقة السكنية. في حين سجلت الكثافة السكانية 130 نسمة لكل كيلومتر مربع (336.7/ميل2). وبلغ عدد الوحدات السكنية 2,384 وحدة بمتوسط كثافة قدره 38.4 لكل كيلومتر مربع (99.5/ميل2).
وتوزع التركيب العرقي للمنطقة السكنية بنسبة 63.72% من البيض و21.98% من الأمريكيين الأفارقة و0.55% من الأمريكيين الأصليين و0.30% من الأمريكيين ذوي الأصول الآسيوية و0.01% من سكان جزر المحيط الهادئ و12.06% من الأعراق الأخرى و1.39% من عرقين مختلطين أو أكثر و19.60% من الهسبانيون أو اللاتينيون من أي عرق.
بلغ عدد الأسر 1,663 أسرة كانت نسبة 31.8% منها لديها أطفال تحت سن الثامنة عشر تعيش معهم، وبلغت نسبة الأزواج القاطنين مع بعضهم البعض 51.5% من أصل المجموع الكلي للأسر، ونسبة 13% من الأسر كان لديها معيلات من الإناث دون وجود شريك،  بينما كانت نسبة 6% من الأسر لديها معيلون من الذكور دون وجود شريكة وكانت نسبة 29.5% من غير العائلات. تألفت نسبة 23.1% من أصل جميع الأسر من عدة أفراد يعيشون في نفس المنزل ونسبة 10.1% كانت تتألف من شخص يعيش بمفرده يبلغ من العمر 65 عاماً أو أكثر. وبلغ متوسط حجم الأسرة المعيشية 2.57، أما متوسط حجم العائلات فبلغ 3.02.
بلغ العمر الوسطي للسكان 39.2 عاماً. وكانت نسبة 12.9% من القاطنين تحت سن الثامنة عشر، وكانت نسبة 9.5% بين الثامنة عشر والرابعة والعشرين عاماً، ونسبة 38.4% كانت واقعةً في الفئة العمرية ما بين الخامسة والعشرين والرابعة والأربعين عاماً، ونسبة 28.4% كانت ما بين الخامسة والأربعين والرابعة والستين، ونسبة 10.7% كانت ضمن فئة الخامسة والستين عاماً فما فوق. وتوزع التركيب الجنسي للسكان بنسبة 73.1% ذكور و26.9% إناث.